# Henbury-krátermező
A Henbury-krátermező a Föld felszíne felett szétesett, majd egy kisebb területre több darabban becsapódott meteor által létrehozott becsapódási kráteregyüttes Ausztrália Északi területén, Alice Springs várostól délre. A 12 kráter mérete 7 és 180 méter között van, a legnagyobb kráter mélysége 15 méter. A becsapódás korát kb. 4000 évre becsülik, a világ egyik legjobban megőrződött krátermezeje. A legnagyobb kráter ovális alakjából arra következtetnek, hogy az objektum lapos szögben érhette el a Földet. A talált maradványok alapján összetétele 80% vas és 8% nikkel volt.
Az egész becsapódási terület mérete kb. 600×600 méter, 400 hektáros környéke védett területté van nyilvánítva Henbury Meteorites Conservation Reserve néven.

## Felfedezése
A környéken évezredek óta élő aboriginal népek emlékezetében még él a becsapódás, rossz hírű helynek tartották a krátereket, sosem táboroztak a közelben, a kráterben összegyűlt vizet sem itták meg, az egész területet a Napból érkező tűzördög művének tartották.
A krátermező a nevét a közeli Henbury marhafarmról kapta. A farm egyik alkalmazottja fedezte fel 1899-ben, de évtizedekig nem kutatták érdemlegesen. Az első tudományos kutatást A.R. Alderman vezette, az Adelaide-i Egyetem keretén belül, az eredmények 1932-ben kerültek publikálásra. Azóta több tonna vas és nikkel meteoritanyagot gyűjtöttek össze.

## Megközelítése
A krátermező Ausztrália egyik legjobban megközelíthető becsapódási területe. Az ország középső hossztengelye mentén húzódó Stuart Highway országúton Alice Springstől délre, kb. 145 kilométer távolságra indul a nyugat felé tartó Ernest Gilles Road, ami egy jól karbantartott földút. Ezen haladva kb. 10 kilométer után ágazik el észak felé a krátermezőhöz vezető 4 kilométeres földút.
A helyszínen őrizetlen autóparkoló, piknikasztalok, ismertetőtábla, gyalogösvény található, de egyéb szolgáltatás nincs.

## Felkeresése
Mivel a krátermező az országos főútvonaltól csak néhány kilométerre található és ki van táblázva, nincs szükség különösebb előkészületre. Az út normál városi autóval is jól járható. Utazásra az ottani téli hónapok megfelelőek, csak ekkor elviselhető a nappali meleg. Figyelembe kell venni, hogy a legközelebbi Eridunda település 70 kilométerre van délre, ezen a távolságon belül semmi utánpótlás vagy segítség nem lehetséges, ezért biztonsági okokból kellő mennyiségű üzemanyag és ivóvíz szükséges, bérelhető műholdas telefon nagyon ajánlott.